# Академия Делеклюза
Академия Делеклюза (фр. Académie Delécluse) — частная академия художеств в Париже, основанная художником Огюстом-Жозефом Делеклюзом в конце XIX века.
Обучение в академии было благоприятно для женщин-художниц, которым было отведено гораздо бо́льшее пространство, чем мужчинам.

## История
Академия была основана французским художником Делеклюзом и действовала, по разным источникам, с 1884 или 1888 года. Она несколько раз меняла место своего нахождения, пока окончательно не обосновалась в районе Монпарнас на улице Rue Notre Dame des Champs, 84. Как и в Академии Жюлиана, Академии Коларосси и Академии Витти, в ней обучались женщины, отдельно от мужчин: в академии были две студии для женщин и только одна для мужчин. Некоторые выпускники академии за успешную учёбу награждались специальной медалью.
Главными преподавателями академии были — Жорж Калло, Поль-Луи Деланс и сам Огюст-Жозеф Делеклюз. Академия пользовалась особенной популярностью у американских и английских художниц. В период своего расцвета это было одним из четырёх самых известных художественных учебных заведения Парижа. Но авторитет и способность привлекать студентов в академию ослабли в начале XX века.
Позже в Париже была создана школа Делеклюза, основанная французским художником и гравёром Эженом Делеклюзом.

## Учащиеся
Обучавшиеся в Академии Делеклюза